# Cormocephalus multispinosus
Cormocephalus multispinosus är en mångfotingart som beskrevs av Carl Graf Attems 1909. Cormocephalus multispinosus ingår i släktet Cormocephalus och familjen Scolopendridae. Inga underarter finns listade i Catalogue of Life.